# Vallières, Haute-Savoie
Vallières este o comună în departamentul Haute-Savoie din sud-estul Franței. În 2009 avea o populație de 1.393 de locuitori.

## Evoluția populației
| An        | 1975 | 1982 | 1990  | 1999  | 2006  | 2009  |
| --------- | ---- | ---- | ----- | ----- | ----- | ----- |
| Populație | 758  | 921  | 1.046 | 1.277 | 1.338 | 1.393 |